# Perenethis dentifasciata
Perenethis dentifasciata är en spindelart som först beskrevs av O. Pickard-Cambridge 1885.  Perenethis dentifasciata ingår i släktet Perenethis och familjen vårdnätsspindlar. Inga underarter finns listade i Catalogue of Life.